# Kongregationalism
Kongregationalism, av engelskans ord för "församling", är ett begrepp som enbart rör kristendomen. Församlingar och samfund som har denna inriktning utgår från den enskilda församlingen och att församlingsmötet är högsta beslutande instans. De styrs alltså inte i första hand av beslut som fattas på central nivå, såsom är fallet i episkopala samfund. Den anses ofta vara nära besläktad med presbyterianism.
Varje medlem har lika stor bestämmanderätt och tillerkänns lika ställning i församlingen, grundat i Martin Luthers syn på det allmänna prästadömet. Vissa samfund, såsom Svenska baptistsamfundet och Svenska missionskyrkan, har en distrikts- och nationell struktur där samfundskonferenser beslutar om gemensamma saker, men dessa är primärt rådgivande i motsats till tvingande. De sistnämnda ansluter sig till en modererad kongregationalism medan exempelvis Pingströrelsen ansluter sig till en radikal kongregationalism där all form av samfundsbildning har avvisats, en uppfattning som på senare tid mildrats och en "samfundsliknande" struktur sammanfogats för att handha rörelsens gemensamma åtaganden.

## Historik
Kongregationalismens idéer utvecklades mot slutet av 1500-talet av Robert Browne och Henry Barrowe, vilka i bibeln ansåg sig kunna finna en uttrycklig lag om kyrkan. Varje församling av bekännande kristna, som med Gud och varandra slutit ett frivilligt förbund, är enligt kongregationalisterna Kristi andliga kropp och har Kristus som sin ende ledare. Allt beroende av staten och kyrkliga myndigheter avvisas. Församlingens medlemmar väljer pastorer, ledare, äldste och diakoner och avgör alla kyrkliga frågor, även i fråga om bekännelsen. Gudstjänsten ordnades med puritansk enkelhet, med predikan, bön och sång. Särskilt betydelse fick den grupp, som under ledning av John Robinson slog sig ned i Leiden 1609 och varav en del, "pilgrimsfäderna" under William Brewster 1620 emigrerade till Plymouth i New England.
Förföljelserna i England under Karl I:s regering kunde inte utrota kongregationalisterna i England. Under början av hans strid med parlamentet behärskades detta av de i kyrkan kvarstående puritanerna. Mot deras försök att ersätta det episkopala kyrkotvånget med ett presbyterianskt, den så kallade Westminstersynoden av år 1643, protesterade kongregationalisternas representanter. Vid denna tid utbildades inom kongregationalismen den religiösa toleransens princip, bland annat av predikanten John Goodwin och poeten John Milton. Till denna anslöt sig även Oliver Cromwell, som under sitt protektorat försökte organisera en statskyrka enligt kongregationalismens princip. En trosbekännelse, Savoydeklarationen, som dock ej var bindande, antogs 1658. Under restaurationsperioden tvingades puritanerna ur anglikanska kyrkan i samband med uniformitetsakten av 1662, varvid många av dem övergick till kongregationalismen.
1664 förbjöds konventiklar, och Testakten 1673 krävde att alla statliga ämbetsmän begick nattvarden i statskyrkan. Toleransakten 1689 gav kongregationalisterna församlings- och trosfrihet, men full jämställdhet vann dess anhängare först under 1800-talet. 1700-talet innebar en period av andlig avmattning för kongregationalismen. Det religiösa livet fick en sekteristisk prägel, och renlärighetsstrider och kamp för religiös frihet utmärkte perioden. Ett nytt uppsving kom med den från metodismen utgående väckelsen. Därunder mildrades i praxis kongregationalismens strängt kalvinistiska teologi och värdefulla insatser gjordes inom missionen, bland annat genom den 1795 grundade London missionary society. Han befordrade även folkbildningen genom att inrätta folkskolor och söndagsskolor och grundade filantropiska företag. Samtidigt skapades med bibehållande av lokalförsamlingarnas självständighet en fastare organisation. I grevskapen bildades 1780-1810 "associationer" och 1832 tillkom en "union" för England och Wales, varvid även antogs en ny deklaration om lära och författning. Senare organiserades kongregationalismen i England i 9 distrikt med var sin "moderator" (superintendent), som dock endast haft rådgivande myndighet. Tillsammans med övriga frikyrkor arbetade kongregationalisterna för statskyrkans avskaffande. Bland annat 1920 väcktes tanken på en återförening med anglikanska kyrkan, men detta kom att avvisas.
Till kongregationalisterna i Nordamerika slöt sig omkring 1630 utvandrare från England, huvudsakligen presbyterianska puritaner i kolonierna Massachusetts, Connecticut och New Haven. Den kyrkliga ordningen blev här en kompromiss mellan presbyterianernas och kongregationalisternas kyrkoideal. Även puritanerna bildade församlingar på grundval av personlig kristen bekännelse, men dessa knöts fast vid det borgerliga samhället. Politiska rättigheter hade endast församlingens medlemmar. Prästlönerna uttogs genom beskattning. Synoder hölls, stödda av regeringarnas auktoritet, och kyrkotukten upprätthölls med hot och världsliga straff. I Massachusetts upprätthölls detta system ända fram till 1833. Även här omhuldade kongregationalisterna undervisningsväsendet, Harvard College grundades 1636 och Yale College 1701. De typiskt amerikanska väckelserna började 1734 genom Jonathan Edwards och metodisten George Whitefield. 1800 ledde det vaknande missionsintresset till bildande av American Board of Commissioners for Foreign Missions. Då liberal teologi inträngde avsöndrades 1825 unitarierna, som tog kontroll vid Harvard. Även inom kongregationalismen försvagades Jonathan Edwards stränga kalvinism till förmån för en mera vidsynt evangelisk åskådning, bland annat genom Horace Bushnell. Till inbördes stöd organiserades de amerikansk kongregationalisterna i konferenser för de enskilda staterna och i en National council för USA, vilken blev fast institution 1871. Internationella möten för kongregationalister har hållits sedan 1891.
Även i Skottland, Irland, Kanada, Sydafrika, Australien, de före detta brittiska kolonierna och Japan kom kongregationalismen att få viss betydelse.